# دوف حنين
دوف بوريس حنين (بالعبرية: דב חנין؛ ولد 10 يناير 1958) محامي إسرائيلي، سياسي وعضو كنيست عن القائمة المشتركة. أصبح نائباً في الكنيست الإسرائيلي لأول مرة سنة 2006. كان قبلها ناشطاً سياسيا في صفوف الشبيبة الشيوعية ولاحقا الحزب الشيوعي والجبهة الديمقراطية، وهو عضو في الهيئات القيادية في الحزب والجبهة. عمل محاميا قبل وصوله إلى الكنيست، كما كان ناشطا في مجال الحفاظ على البيئة، ورئس اللجنة التنفيذية، للإطار الجامعات لكل جمعيات البيئة، من العام 2003 إلى العام 2006.